# Leon Lichtblau

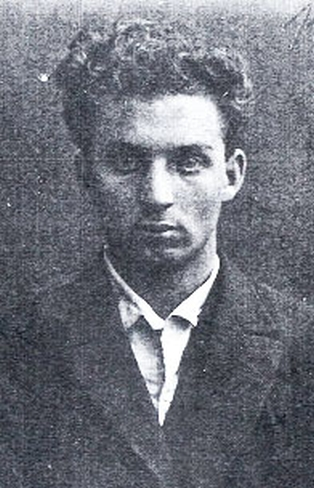
Leon Lichtblau

Leon Sigismundowitsch Lichtblau (russisch Леон Сигизмундович Лихтблау, Pseudonym: russisch Адолф Иванович Кристин Adolf Iwanowitsch Kristin; * 23. August 1901 in Bukarest; † 25. April 1938 in Moskau) war ein rumänischer militanter Kommunist und sowjetischer Statistiker während des Großen Terrors.

## Herkunft und Ausbildung
Lichtblau wurde als Sohn eines jüdischen Architekten geboren. Während seiner Schulzeit am Colegiul Național „Gheorghe Lazăr“ nahm er Kontakt zu sozialistischen Gruppierungen auf. Als 1918 die Sozialistenführer Gheorghe Cristescu, Alecu Constantinescu und Ecaterina Arbore von den deutschen Behörden, die Südrumänien besetzten, festgenommen wurden, war Lichtblau einer der Organisatoren einer öffentlichen Demonstration, die ihre Freilassung forderte.
Am 13. Dezember 1918 wurde Leon Lichtblau zusammen mit anderen Militanten während einer großen Arbeiterdemonstration in Bukarest festgenommen. Nach dem Abitur schrieb er sich 1920 an der Fakultät für Mathematik der Universität Bukarest ein.

## Frühe kommunistische Aktivitäten und Flucht
Im selben Jahr bereitete er mit Max Goldstein und Saul Osias das Attentat auf den rumänischen Senats am 8. Dezember 1920 vor. 1921 ging Lichtblau nach Iași, um die lokale Arbeiterbewegung zu unterstützen, kehrte aber bald nach Bukarest zurück und entkam nur knapp einer Verhaftung während der Niederschlagung der Sozialistenkonferenz. Zurück in Bukarest nahm er im Mai 1921 am Kongress der Sozialistischen Partei Rumäniens teil, wo er die Zugehörigkeit der Partei zur Komintern unterstützte. Im Sommer desselben Jahres war er Teil der rumänischen Delegation beim Zweiten Kongress der Jungen Kommunistischen Internationale in Moskau. Bei seiner Rückkehr nach Rumänien erfuhr er, dass die Behörden eine Belohnung von 200.000 Lei für seine und die Gefangennahme anderer Kommunisten ausgesetzt hatten, und tauchte unter. Am 15. Oktober erließ das 2. Armeekorps einen Haftbefehl auf seinen Namen. Seine Familie wurde unter Druck gesetzt, seinen Aufenthaltsort preiszugeben, seine Wohnung wurde wiederholt durchsucht, sein Bruder verhört, während seine Schwester gezwungen wurde, eine Erklärung zu unterzeichnen, in der Leons Aktivitäten verurteilt wurden. Lichtblau floh schließlich nach Wien und nach seiner Ausweisung aus Österreich nach Berlin. 1922 wurde er im Rahmen des Dealul-Spirii-Prozesses in Abwesenheit zu lebenslanger Zwangsarbeit verurteilt und ein weiterer Haftbefehl gegen ihn erlassen.

## Moskauer Zeit und Tod
Lichtblau ging nach Moskau, wobei er das Pseudonym Adolf Kristin annahm. Hier schloss er 1926 sein Studium der Wirtschaftswissenschaften am Institut der Roten Professur ab und wurde später Leiter der Industrieabteilung des Zentralamts für Wirtschaftsrechnung der UdSSR. Auf Wunsch der Kommunisten in Rumänien übersetzte er unter der Mitarbeit von David Fabian einen Teil der Werke Lenins ins Rumänische. 1928 war er für kurze Zeit zusammen mit den David Fabian und Elek Köblös Mitglied des Politbüros des Zentralkomitees der Kommunistischen Partei Rumäniens. Er wurde am 5. April 1937 während der stalinistischen Säuberungen verhaftet. Lichtblau wurde am 25. April 1938 wegen „Spionage- und Provokationstätigkeit und Mitgliedschaft in einer rechten konterrevolutionären Organisation“ angeklagt und noch am selben Tag hingerichtet. Lichtblau wurde durch eine Entscheidung des Obersten Sowjetgerichts vom 3. Oktober 1956 sowie durch eine Kommission der Kommunistischen Partei Rumäniens im Jahr 1968 posthum rehabilitiert.